# KasselerKunstVerein
Der KasselerKunstVerein ist ein Kunstverein in Kassel. Der Verein war der Nachfolger des Kunstvereins für Kurhessen und ist eine der frühesten Gründungen eines Kunstvereins in Deutschland.

## Gründungsgeschichte

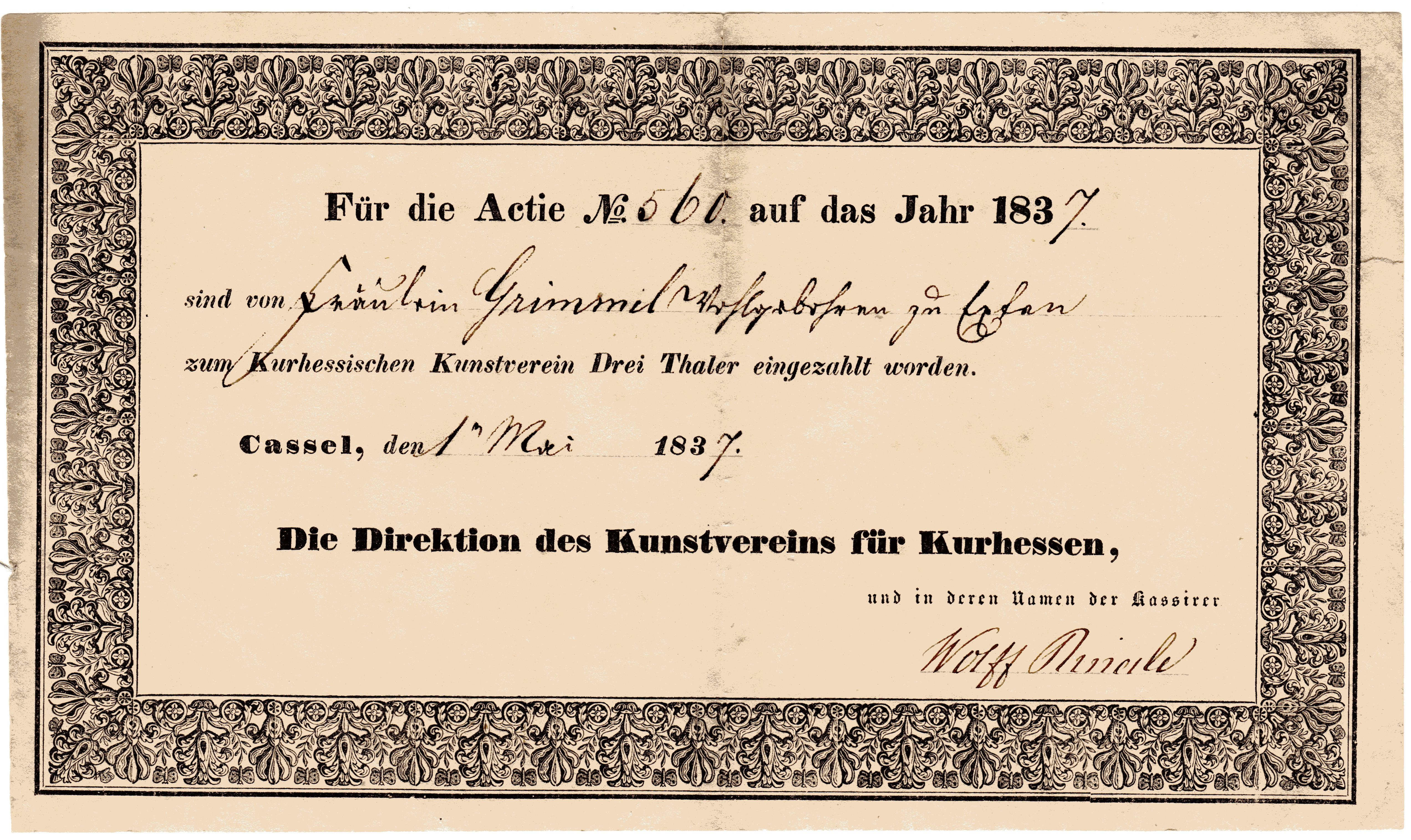
Aktie des Kunstvereins für Kurhessen vom 1. Mai 1837

Die Gründung des Kunstvereins für Kurhessen ging von dem Professor Friedrich Müller der Kunstakademie Kassel aus, der ein öffentliches Forum für Kunst schaffen wollte. Am 4. Januar 1835 gründeten die Akademiker Friedrich Müller, Ludwig Hummel, Johann Christian Ruhl, Ludwig Sigismund Ruhl, Julius Eugen Ruhl, Johann Bromeis, Justus Heinrich Zusch, Karl Christian Aubel, Werner Henschel, Ludwig Emil Grimm, Johannes Konrad Wolff, Ernst Friedrich Ferdinand Robert und Oberbaurat Justus Kühnert den Kunstverein für Kurhessen in Kassel als Verlosungsgesellschaft. Der Verein musste beim Ministerium des Inneren genehmigt werden und hatte seine Veröffentlichungen bei der Kurfürstlichen Polizeydirection Cassel vorzulegen. Der Verein hatte das Ziel, „den Sinn für bildende Kunst zu befördern“.
Die Gründungsmitglieder billigten zunächst in der Vorgründungsphase jedem „Actionär“, ungeachtet seiner Aktienanzahl, eine Stimme zu. Das Protektorat sollte Kurfürst Wilhelm II. übertragen werden; der jedoch lehnte diese demokratischen Aspekte der Vereinssatzung ab. Am 1. März 1835 wurde der entsprechende Satzungsparagraph geändert. In der Generalversammlung wurde nun nach der Anzahl der Aktien abgestimmt. Wilhelm II. nahm am 22. April 1835 das Protektorat des Vereins an und Johann Bromeis wurde erster Präsident. Wilhelm II. selbst zeichnete 50 Aktien, 20 Aktien seine Mutter Karoline und ebenfalls 20 seine Ehefrau Auguste von Preußen. Bis zum 27. Juli 1835 traten dem Kunstverein für Kurhessen 498 Aktionäre (Vereinsmitglieder) bei, u. a. der Komponist Louis Spohr, Handwerksmeister, Generäle, Kaufleute, Gastwirte und Beamte.
Kunst wurde durch den Kunstverein erstmals öffentlich in Kassel. Das Comité des Vereins organisierte die Ausstellungen, zu denen die Aktionäre kostenlosen Eintritt hatten. Die Aktionäre enthielten sich jeglicher Tätigkeit im Verein. Für die jährlich stattfindende Verlosung von Kunstwerken galt die Aktie als Los.

## Gründungsausstellung
Am 1. September 1835 eröffnete im „Mentelschen Haus“ (Königsstraße 120) die erste Jahresausstellung. Zur Verlosung standen Werke u. a. von Albrecht Adam, den Brüdern Quaglio, Carl Rottmann, Heinrich Bürkel, Philipp Veit, Carl Wilhelm Tischbein, August von der Embde und Carl Glinzer. Zudem wurden in einer gesonderten Abteilung Handzeichnungen von Michelangelo und Bellini gezeigt.

## Jahresausstellungen
Am 30. September 1835 wurde die erste Verlosung durchgeführt. Für die Einladungskarte wurde Rembrandts Jakobssegen von Ludwig Emil Grimm in Stein übertragen und bei Léon Woel in Paris gedruckt. Eine unabhängige Kommission wählte 15 Gemälde im Wert von 1607 Talern aus. Oberbürgermeister Karl Schomburg stellte den Stadtbausaal für die öffentliche Verlosung zur Verfügung.
Die zweite Jahresausstellung fand im September 1836 im Lyceum mit 194 Gemälden statt. Dem Vorstand war die Ausstellung nicht angemessen groß genug und man schloss sich 1836 dem „Cyklus“ bis zu dessen Auflösung 1907 an. Der „Cyklus“ war ein Zusammenschluss von weiteren Kunstvereinen, die die von einer Auswahlkommission zusammengestellten Kunstwerke in einer Wanderausstellung kursieren ließen. Die Ausstellung durchlief Hannover, Halle, Halberstadt, Braunschweig, Kassel und Münster.
1838 steuerte der Cyclus 268 Gemälde bei. 1839 wurde in Kassel eine Verbandsausstellung mit 128 Werken gezeigt. Höhepunkt der Ausstellung war Carl Friedrich Lessings Ölgemälde Leonore, das der preußische Kronprinz Friedrich Wilhelm IV. lieh. 1839 zog der Kunstverein für Kurhessen in die zweite Etage des Kleidermachers Hanisch am Ständeplatz. Es kam zu einem Mitgliederschwund, da Konkurrenzvereine wie der „Verein zur Beförderung der bildenden Kunst“ in Kurhessen gegründet wurden. Auf der Jahresausstellung 1840 wurden 603 Gemälde gezeigt. Am 23. November 1840 kündigte Wilhelm II. das Protektorat, da er die Auswahl reglementieren wollte. Am 23. Juni 1841 nahm Wilhelm II. zur Erleichterung des Comités das Protektorat wieder an. 1866 fiel wegen der Annexion Kurhessens die Jahresausstellung aus. 1868 hatte der Kunstverein für Kurhessen nur noch 324 Actionäre. Der Anreiz der Verlosungen ließ nach, da viele Mitglieder nie etwas gewonnen hatten und der Großaktionär Wilhelm II. auffallend oft gewann. 1869 wurde Kronprinz Friedrich Protektor des Kunstvereins für Kurhessen.

## Gebäude

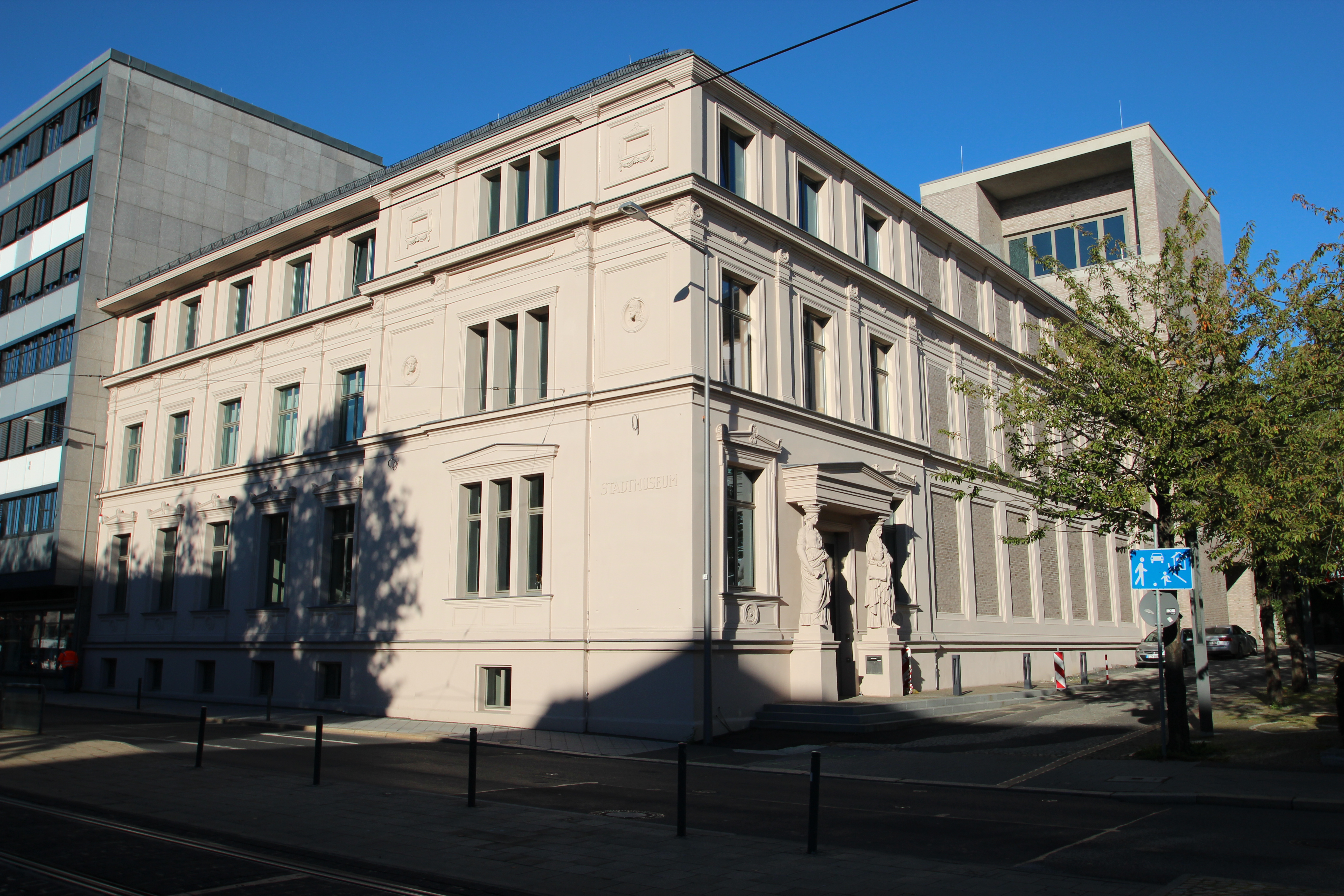
Ehemaliges Kunstvereinshaus

Der Verein veranlasste im Jahr 1868 zusammen mit zwei weiteren in Kassel ansässigen Kunstvereinen den Bau eines Hauses für Gemäldeausstellungen und für gesellige künstlerische Zwecke – das Kunstvereinshaus oder Kulturhaus, Ständeplatz 16. Eine Kommission veranschlagte das erforderliche Kapital. Die Kunsthaus-Gesellschaft rief zur Zeichnung von 50-Taler-Aktien auf. Die erfolgreiche Zeichnung ermöglichte den Baubeginn. Die Stadt stellte das Baugrundstück unentgeltlich zur Verfügung und führte einen Architekturwettbewerb durch, von den sieben eingereichten Entwürfen wählte ein Komitee den des Architekten Adolf Scholtz zur Ausführung aus, der ab 1874 als Lehrer an der Berliner Bauakademie wirkte. Der Bau dauerte von 1869 bis 1871, die reinen Baukosten ohne den künstlerischen Bauschmuck betrugen rund 93.000 Mark. Die Fassaden wurden mit Figurengruppen geschmückt: auf der Attika die Allegorien für Musik, Poesie und Historie, Karyatiden am Haupteingang und neun Medaillon-Porträts direkt an der Fassade. Die Skulpturen und Medaillons teils aus Sandstein, teils aus Keramik, stammten aus der Werkstatt des Bildhauers Karl Hassenpflug und vom Künstler O. Müller aus Berlin. Am 27. Dezember 1871 wurde das Kunsthaus seiner Bestimmung übergeben. Aus ökonomischer Sicht war das Kunsthaus ein Misserfolg. Die Mieteinnahmen waren zu gering, und der Kunsthaus-Gesellschaft fiel es schwer, die am Bau mitwirkenden Künstler zu bezahlen und Dividenden auszuzahlen. Die Aktionäre der Kunsthaus-Gesellschaft, die nach Anzahl ihrer Aktien anteilig für die Schulden hafteten, beschlossen am 19. Mai 1876, das Gebäude der Stadt Kassel zum Kauf anzubieten. 1877 erwarb die Stadt das Kunsthaus und übernahm die aufgelaufenen Schulden. Der Kunstverein für Kurhessen blieb Mieter. 1877/1878 wurde das Gebäude aufgestockt. Nach der Zerstörung im Zweiten Weltkrieg wurde es von 1953 bis 1955 wiederaufgebaut. Es beherbergt heute das Stadtmuseum Kassel.

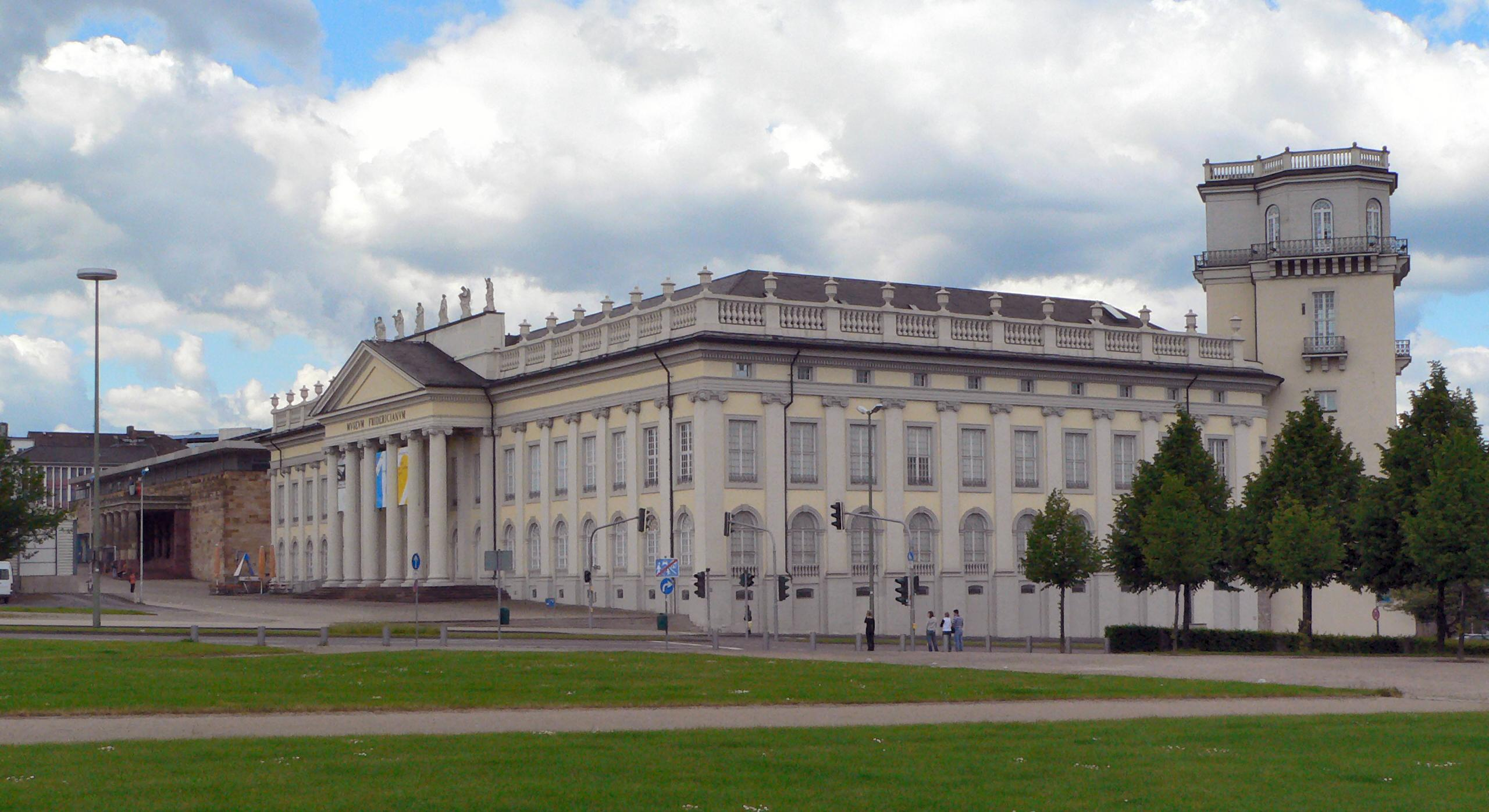
Fridericianum mit Zwehrenturm

Der Kasseler Kunstverein zog 1993 mit seinen Ausstellungen in das Fredricianum. In der documenta-freien Zeit nutzt der Verein seit 1993 im Erdgeschoss eine 500 m² große Ausstellungsfläche. Hier werden vorwiegend junge Künstler der Gegenwart präsentiert. Während der Ausbreitung und zur Verfügungstellung der Räume für die Zeiten der Kunstausstellung wurden in den Jahren 2007 und 2012 externe Räume als KasselerKunstVereinsheim angemietet und als Vermittlungsort für verschiedene Projekte angeboten.

## Die Permanente Ausstellung
Die Fertigstellung des Kunsthauses war so erfolgreich, dass in den Jahren 1871 bis 1873 die Anzahl der Aktionäre von 467 auf 570 anstieg. Eine jährliche Subvention wurde von der Stadt Kassel in Höhe von 50 Talern gezahlt. Eine ständige Ausstellung kam jedoch vorerst nicht zustande, zu der man zusätzlich zur großen Herbstausstellung durch die Statuten verpflichtet war. Der preußische Kronprinz und Protektor des Vereins Friedrich III. stellte Schlachtenbilder von Wilhelm Camphausen, Marinebilder von Franz Johann Wilhelm Hünten und Bilder von Otto Heyden zur Verfügung. Die „Verbindung für Historische Kunst“ beschickte die permanente Ausstellung mit der Trauung Luthers des Malers Paul Thumann und aus Privatbesitz kamen Das Gastmahl des Platon von Anselm Feuerbach und zwei Abundantiabilder von Hans Makart.

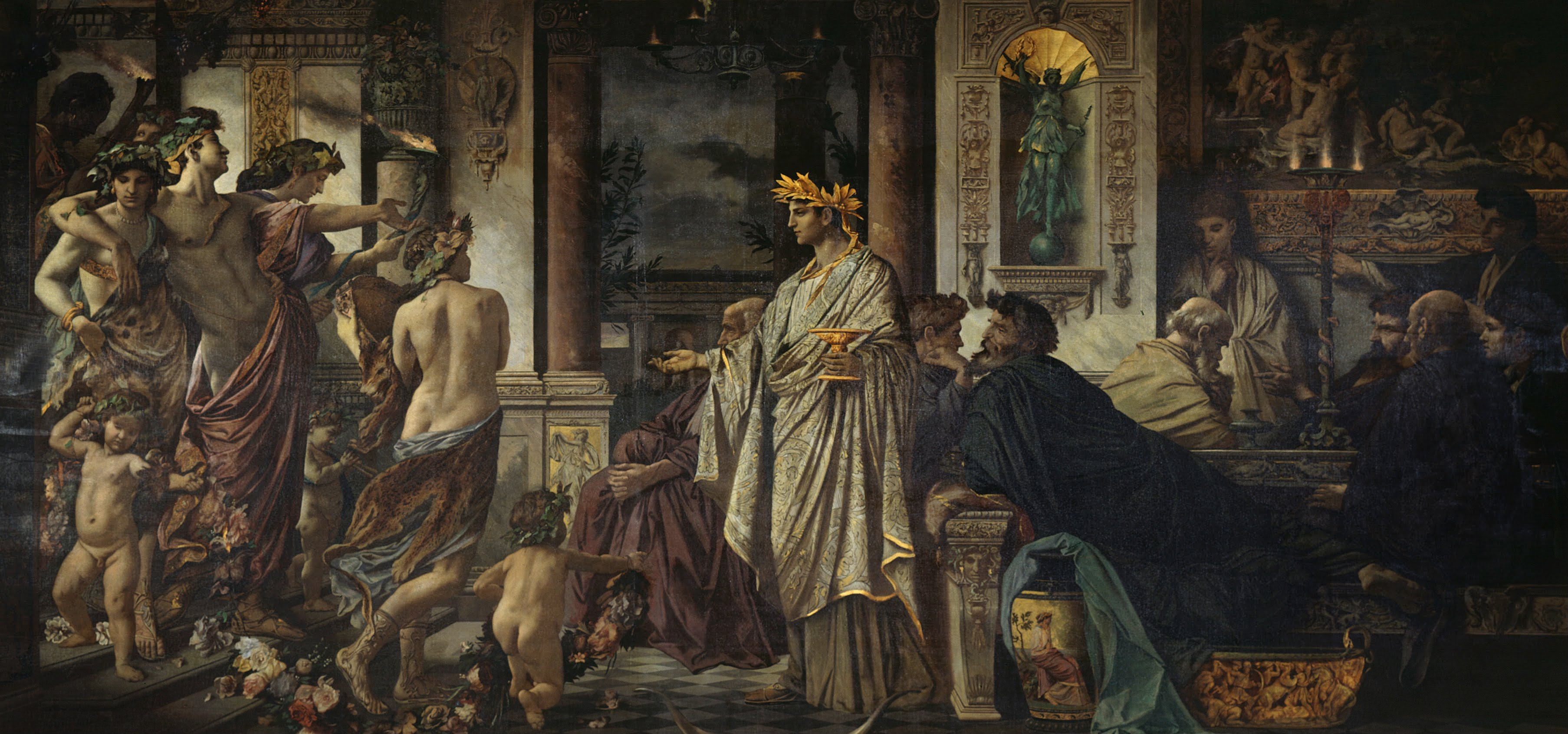
Das Gastmahl des Platon, 1874

Die in ungeraden Jahren stattfindende große Herbstausstellung wurde im Messhaus gezeigt. 1888 starb der Protektor Kaiser Friedrich III. und Kaiser Wilhelm II. übernahm nach der Cabinetsordre vom 5. Dezember 1888 das Protektorat.
In der permanenten Ausstellung von 1888/89 wurden 462 Werke gezeigt, so von Hans Makart Der Frühling und Bacchus und Ariadne, von Hugo Knorr 15 Kartons zum Ring des Nibelungen und von Ferdinand Keller das Historienbild Wilhelm, der Siegreiche, Gründer des deutschen Reiches. 1892 zeigte der Kunstverein erstmals Sonderausstellungen zu einzelnen Künstlern, wie Max Klinger. Einzelne Aktionäre des Kunstvereins stellten Sammlungen zu Ausstellungszwecken öffentlich aus. Edward Habich stellte 410 Reproduktionen von den bedeutendsten Stichen alter Meister und der Geheime Kommerzienrat Oscar Henschel farbige Nachbildungen älterer Ölgemälde zur Verfügung. Durch das Engagement der Aktionäre kam auch eine Ausstellung von Handzeichnungen von Johann August Nahls zustande.
In den Ausstellungsjahren 1896 und 1897 wurden insgesamt 1100 Kunstwerke zur ständigen Ausstellung geschickt. Die Reihe der Sonderausstellungen eröffnete Hans Meyer-Kassel, es folgten Seestücke von Willy Hamacher, Darstellungen südlichen Lebens von Felix Possart und Radierungen von Ludwig Emil Grimm. 1898 und 1899 wurden 1422 Werke eingesandt. 19 Kollektiv- und Sonderausstellungen hatte der Kunstverein durchgeführt und dabei Arbeiten der Künstlerkolonie Worpswede und eine Wanderausstellung des Ausstellerverbands Münchener Künstler gezeigt.
Die Zahl der eingesandten Kunstwerke stieg 1900/01 auf 1530 Werke, eine Sonderausstellung des „Photographischen Vereins zu Cassel“ eröffnete im Februar 1900 das Ausstellungsprogramm. Höhepunkt war der ausgestellte Nachlass Wilhelm von Kaulbachs. Jedoch wurde zunehmend Kritik an der Qualität der ausgestellten Bilder geübt. Auf Anregung des „Künstlerbunds Hessen-Nassau“ bildete man eine Jury für die Aufnahme von Kunstwerken in die ständige Ausstellung. Die Zahl der Aktionäre sowie der verkauften Kunstwerke ging stetig zurück. Die Jubiläumsausstellung 1903 zur fünfzigsten Jahresausstellung wurde in den von der Stadt Kassel unentgeltlich zur Verfügung gestellten Räumen des Messhauses mit 805 Werken durchgeführt. 1907 löste sich der „Verband der Kunstvereine westlich der Elbe“ auf und der Kunstverein kam in eine schwierige Lage.

## Neuorganisation und Hundertjahrfeier
1907 verzichtete der Kunstverein auf die große Herbstausstellung. Der Kunstverein wurde unter Johannes Boehlau vom Landesmuseum und dem Bankier Pfeiffer neu organisiert. Der Ausstellungssaal im Kunsthaus wurde modernisiert. Der Ausstellungsplan sah nun 8 Ausstellungen im Jahr vor. Im September 1908 leitete die Eröffnung der Ausstellung des Kurhessischen Künstlerbundes eine neue Ära ein. Erster Glanzpunkt der neuen Ausstellungspolitik war im Februar 1909 eine Hans Thoma Ausstellung mit 16 Ölgemälden und 75 Steindrucken und Radierungen. Die französische Ausstellung im Sommer 1909 wurde von mehr als 4000 zahlenden Besuchern gesehen. Zu den ausgestellten Werken gehörten Arbeiten von Auguste Rodin, Antoine Bourdelle, Pierre-Auguste Renoir, Claude Monet und Henri Rousseau. Prominentester Besucher war Protektor und Kaiser Wilhelm II. 1910 löste der Direktor der Königlichen Galerie Gronau im Vorsitz Boehlau ab. Mit Friedrich Fennel, Hermann Knackfuß, Hans Olde, Hans Meyer-Kassel setzte sich der neue Vorstand zusammen. Die erfolgreiche Ausstellungspolitik verleitete den Vorstand zu Expansionsplänen. Sie wollten auch „die Bewohner der Nachbarstädte mit guter, neuzeitlicher Kunst bekannt“ machen. Eine Wanderausstellung mit Ausstellungen in Fulda, Marburg, Bad Wildungen, Eschwege und Bad Hersfeld führte zu einem Verlust von 2200 Mark. Daraufhin gab der Kunstverein seine Sammlung von 35 Gemälden gegen eine auf fünf Jahre beschränkte Erhöhung des Zuschusses von 1450 Mark auf 3000 Mark an die Stadt Kassel ab. Charakteristisch für das Ausstellungsprogramm jener Jahre waren Kollektivausstellungen von Künstlervereinigungen. Aus der Reihe der Ausstellungen ragt die Berliner Sezession mit Bildern von Lovis Corinth, Max Liebermann und Max Slevogt heraus, aber auch Schwarz-Weiß-Arbeiten von Käthe Kollwitz und Originalzeichnungen des Simplicissimus. Im August 1911 wurde eine Sammlung von 150 Originalstudien von Adolph von Menzel aus dem Bestand der Nationalgalerie sowie Arbeiten von Franz von Lenbach, Arnold Böcklin, Max Klinger und Max Liebermann gezeigt, die aber schlecht besucht wurde. Jedoch hatte 1911 eine „Vorführung von Zimmereinrichtungen“ der Dresdener Vereinigten Werkstätten großen Erfolg.

### Hinwendung zur Avantgarde
Anlässlich der Tausendjahrfeier der Residenzstadt Kassel 1913 wurde vom Kunstvereinsvorstand in der Orangerie eine Ausstellung mit Werken u. a. von Max Beckmann, Lovis Corinth, August Gaul, Adolf von Hildebrand, Adolf Hölzel, Bernhard Hoetger, Max Klinger, Käthe Kollwitz, Max Liebermann, Fritz Mackensen, Otto Modersohn, Emil Orlik, Max Slevogt, Franz von Stuck, Hans Thoma, Heinrich Vogeler und den nordhessischen Künstlern Carl Bantzer, Hermann Knackfuß, Hans Olde, Wilhelm Thielmann, Walter Schliephacke und Otto Ubbelohde gezeigt. Von den 850 Werken wurden 300 verkauft. War 1915 noch die Ausstellung von Werken hessischer Maler des 19. Jahrhunderts u. a. mit Werken von Carl Heinrich Arnold ein Publikumshöhepunkt bedeutete das Jahr 1919 ein Wendepunkt in der Geschichte des Kunstvereins. Der Kunstverein pflegte Kontakt zur Avantgarde. 1919 wurde das grafische Werk von Käthe Kollwitz und 1920 von Lovis Corinth ausgestellt. Expressionisten, das Bauhaus, die Neue Sachlichkeit wurden nunmehr gezeigt. Es wurden zunächst Mappenwerke und grafische Arbeiten von Ernst Barlach, Max Beckmann, Heinrich Campendonk, Erich Heckel, Paul Klee, Oskar Kokoschka, Karl Schmidt-Rottluff und Fernand Léger in einem eigens eingerichteten Graphischen Kabinett vorgestellt.

### Die Großen Kunstausstellungen der 1920er Jahre
Einzelausstellungen von Emil Nolde 1920, Christian Rohlfs 1921, Otto Mueller 1921 und die Gedächtnisausstellung für August Macke 1921 folgten. Die Casseler Kunstausstellung 1922 wurde in der Kasseler Orangerie gezeigt. Den Organisationsausschuss bildeten Carl Bantzer und Gronau. Unter den 250 Exponaten befanden sich Werke von Heinrich Campendonk, Lyonel Feininger, George Grosz, Karl Hofer, Alexander Kanoldt, Hans Purrmann, Hans Thoma und den Kasseler Künstlern Carl Bantzer, Georg Burmester, Walter Schliephacke, Hans Sautter und Ewald Dülberg. Karl Leyhausen und Arnold Bode betraten erstmals in dieser Kunstausstellung die Kunstszene. Das abwechslungsreiche Programm der 1920er Jahre zeigte Einzelausstellungen von Alfred Kubin, Hans Thoma und Emanuel Hegenbarth 1924, 1925 Karl Schmitt-Rottluff, Otto Ubbelohde, Wilhelm Thielmann und Conrad Felixmüller, 1926 Lovis Corinth 1927 Max Slevogt, und 1929 Erich Heckel sowie Edvard Munch. 1926 widmete der Kunstverein Paula Modersohn-Becker eine Gedächtnisausstellung. 1927 gedachte der Kunstverein Albrecht Dürers 400.
Todestag. Die Ausstellung zur 150-Jahr-Feier der Kasseler Kunstakademie, die 1927 in der Orangerie gezeigt wurde und die große Kunstausstellung von 1929 setzten wichtige Akzente. In den Räumen des Kunstvereins wurden 1927 Arbeiten der gerade von Arnold Bode gegründeten Kasseler Secession gezeigt. Arnold Bode hatte u. a. Christian Beyer, Max Kneisel, Karl Leyhausen, Johannes Reinhold vereinigt, um gegen die Nichtzulassung zur offiziellen Ausstellung zu protestieren.
Paul Westheim erwähnte besonders die jüngeren Künstler wie Wilhelm Heise, Albert Aereboe, Werner Gilles, Werner Laves, Ernst Wilhelm Nay, Martin Christ, Felix Nußbaum, Heinrich Schwarz, Anton Kerschbaumer, Max Kaus, Otto Herbig, Xaver Fuhr aber auch die etablierten wie Oskar Schlemmer, Willi Baumeister, Paul Klee, Wassily Kandinsky, Lyonel Feininger, Christian Rohlfs, Erich Heckel u. a. Die Großen Kasseler Kunstausstellungen von 1922, 1927 und 1929 setzten überregionale Maßstäbe und legten die Grundlage für die documenta. Zahlreiche Künstler der ersten documenta von 1955 wurden schon in den Großen Kunstausstellungen der 1920er Jahre vorgestellt.

## Kunstverein im Dritten Reich
1935 übernahm Prinz Philipp von Hessen die Schirmherrschaft des Kunstvereins in Kassel. Die Jubiläumsausstellung 1935 zeigte hessische Kunst von 1835 bis 1935. Entartete Kunst wurde von der Ausstellung ferngehalten. Zu sehen waren überwiegend Arbeiten aus dem Biedermeier wie Johann Martin von Rohden, August von der Embde, Gerhardt Wilhelm von Reutern und Carl Glinzer.
1935 übernahm das Reichsministerium für Volksaufklärung und Propaganda die Leitung des Kunstvereins. Karl Ludwig Pfeffer war nun als Vorsitzender unerwünscht. Der gesamte Vorstand wurde aufgelöst und die Satzungen zeitgemäß verändert. Nichtarier konnten nun nicht mehr Mitglied des Vereins werden. Die rund 70 folgenden Ausstellungen waren jedoch meistens unpolitisch. 1936 wurde die Ausstellung 150 Jahre Kurhessische Handzeichnungen, 1937 Japanische Malerei aus sechs Jahrhunderten und die Wanderausstellung Die Straßen Adolf Hitlers über Reichsautobahnen, 1939 Chilenische Kunst und eine Franz Eichhorst Ausstellung und 1939 die Ausstellung Wiener Aquarellisten gezeigt. Die Bombardierung Kassels am 22. August 1943 beendete vorerst die Aktivitäten des Kunstvereins am Ständeplatz. 1944 wurde die Gauausstellung kurhessischer Künstler im Kasseler Ballhaus mit Arbeiten u. a. von Mary und Carl Achenbach im zerbombten Kassel gezeigt.

## Neuorganisation nach dem Zweiten Weltkrieg

### Neugründung und Währungsreform
Am 22. September 1948 trafen sich 60 frühere Mitglieder des Kunstvereins unter Leitung von Stadtrat August Fricke zur Gründungsveranstaltung. Ein Arbeitsausschuss unter der Führung von Fricke, des Kustos Herbert von Buttlar, des Landesgerichtsdirektors Erich Lewinski, der Stadträtin Margaret Heinemann und Walter Nikusch wurde gegründet. Am 11. November 1948 genehmigte die Mitgliederversammlung die Satzung des Kasseler Kunstvereins. Vorsitzender wurde Rechtsanwalt Hans Mangold. Am 20. Februar 1949 wurde die erste Ausstellung im Lichthof des Ständehauses Bildnisse aus Kasseler Privatbesitz eröffnet.
Die zweite Ausstellung zeigte Reinhard Schmidthagen. 1949 wurde die Ausstellung Französische abstrakte Kunst mit Werken von Hans Hartung, Pierre Soulages, František Kupka, Auguste Herbin u. a. ausgestellt. Die Ausstellung war ein großer Erfolg und verzeichnete über 1000 Besucher. Während der folgenden Ausstellung Berliner Künstler waren Arbeiten von Werner Heldt, Bernhard Heiliger, Karl Hartung und Hans Uhlmann zu sehen. 1948 wurde auch die Gedächtnisausstellung des Simplicissimus Zeichners Th. Th. Heine gezeigt. Es folgten eine Otto Dix, eine Paul Halbhuber, eine Vincent Burek und eine Walter Nikusch-Ausstellung. Die Währungsreform ließ das Vereinsvermögen von über 10 0000<?> Mark auf ein Zehntel schrumpfen. Im Ottoneum wurden dem Kunstverein zwei Räume zur Verfügung gestellt.

### Die 1950er Jahre und erste Parallelausstellung zur documenta
1950 sahen 1400 Besucher eine Käthe Kollwitz Ausstellung. Die Gruppenausstellung Junger Westen zeigte Werke von Karl Otto Götz, Thomas Grochowiak, Ernst Hermanns und Emil Schumacher. Zudem wurde im gleichen Jahr die Sammlung Goedeckmeyer, Meisterwerke deutscher und französischer Graphik und Kleinplastik der letzten Hundert Jahre, mit Werken von Jean-Baptiste Camille Corot, Pierre Bonnard, Lovis Corinth, Ernst Barlach, Karl Hofer sowie Brücke Künstlern zu sehen. 1951 wurde die Schau Zeitgenössische französische Grafik mit Blättern von Georges Braque, Marc Chagall, André Derain, Fernand Léger, Henri Matisse, Joan Miró, Pablo Picasso, Maurice Utrillo und Maurice de Vlaminck ausgestellt und von der Kunstkritik hochgelobt. Im gleichen Jahr wurde die Ausstellung Farbige Grafik mit Drucken von HAP Grieshaber, Ernst Wilhelm Nay und Hann Trier gezeigt. Erste Einzelausstellungen wurden 1951 von Oskar Moll und Hans Poelzig, 1952 Otto Pankok, Teo Otto und Karl Leyhausen, 1953 Frans Masereel, 1953 Gerhard Marcks, 1954 Adolf Hölzel und Walter Gropius, 1955 Hermann Blumenthal dem Besucher vorgestellt. In dieser Zeit wurden in Gruppenausstellungen Arbeiten von Ernst Wilhelm Nay, Bernard Schultze, Francis Bott, Eduard Bargheer, Woty Werner, Joseph Hegenbarth, Gustav Seitz u. a. gezeigt.
1955 zog der Kunstverein vom Ottoneum ins Kunsthaus am Ständeplatz um und präsentierte die Kunstsammlung Ströher.
Parallel zur documenta 1 fand 1955 im Kunstverein Kassel die Ausstellung Meister und Schüler der Kunsthochschule Kassel statt. Es wurden Arbeiten der Malklassen von Arnold Bode und Fritz Winter, sowie Grafik von Hans Leistikow, Architektur von Lauterbach, Bühnenbilder von Teo Otto, Papierarbeiten von Elfers, und Keramiken von Walter Popp ausgestellt.
1956 präsentierte der Kunstverein die deutschen Fauvisten Rudolf Levy, Oskar Moll und Hans Purrmann, sowie Emil Schumacher, Bernhard Heiliger, Heinz Trökes, Werner Gilles und Renée Sintenis. 1957 wurde die Kasseler Plakatkunst Schule von Hans Leistikow mit seinen Schülern, eine Einzelausstellungen gewidmet und darüber hinaus Emil Schumacher, Max Kraus, Rudolf Kügler, und 1958 Bilder der Schule Arnold Bode und Fritz Winter und eine A. Paul Weber Ausstellung gezeigt. Die UNESCO-Schau 2000 Jahre Chinesische Malerei 1958 zog zahlreiche Besucher an. 1959 stellte Georg Tappert aus.

### Kunst aus der DDR
Mit Otto Niemeyer 1956, Gustav Weidanz, Joseph Hegenbarth 1953, 1960, 1961 sowie Hans Theo Richter 1960 wurden Künstler aus der DDR gezeigt. Die Kontakte rissen nach dem Mauerbau nicht ab. 1964 wurde die Ausstellung Dresdner Künstler präsentiert.

### Die 1960er Jahre und 125-jährige Jubiläumsausstellung
Zeitgleich zur documenta II stellte der Kunstverein 33 junge deutsche maler vor. An dieser Ausstellung waren u. a. Peter Brüning, Heinz Mack, Otto Piene, Günter Ferdinand Ris, Carl Heinz Wienert und Günter Fruhtrunk beteiligt. Die 125–Jahr Jubiläumsausstellung 1960 wurde ausschließlich mit Kunst aus Kasseler Privatbesitz aus der Zeit von 1835 bis 1960 beschickt. Es wurden Werke von Caspar David Friedrich, Carl Blechen, Ferdinand Georg Waldmüller, Eugène Delacroix, Edgar Degas, Pablo Picasso, Max Liebermann, Emil Nolde, Paul Klee, Oskar Schlemmer von dem Kurator Walter Nikusch zusammengetragen. Die Ausstellung eröffnete Oberbürgermeister Lauritz Lauritzen. 1962 wurde das Kasseler Jahr erklärt. Das Werk der Kasseler Kunsthochschullehrer Fritz Winter, Graf Bylant-Rheydt und Hans Hillmann wurde in Einzelausstellungen und in einer Gruppenausstellung mit Arbeiten von Pitt Moog, E. R. Nele, Rudolf Schoofs, Dieter Rudolph und Günther Neusel präsentiert. Die Kasseler Gruppe novum stellte Plakate von Karl Oskar Blase, Hans Hillmann und Wolfgang Schmidt aus. 40 Jahre Rollenbild würdigte das Lebenswerk des Dadaisten Hans Richter. 1961 wurde Alfred Kubin, 1967 Otto Dix und Otto Pankok, 1967 Käthe Kollwitz, 1969 Hannah Höch ausgestellt. Zur documenta III 1964 wurde als Gegenpol der Kasseler Tischbein Johann Heinrich Tischbein der Ältere im Palais Bellvue präsentiert. Druckgrafik wurde von Roger Platiel, Jean Dubuffet, Serigraphien von Willi Baumeister und Ernst Wilhelm Nay gezeigt. Der Surrealismus wurde 1965 durch die Ausstellung Die Wiener Schule des phantastischen Realismus mit Arbeiten von Arik Brauer, Ernst Fuchs, Rudolf Hausner, Wolfgang Hutter und Anton Lehmden wiederentdeckt. 1968 wurde die Gruppe Zebra vorgestellt. Parallel zur 4. documenta kuratierte Karl Oskar Blase die Ausstellung Maler machen Bücher. Unter den Acht Hamburger Künstler, 1969 gezeigt, befanden sich Arbeiten von Armin Sandig, Horst Janssen und Paul Wunderlich. 1969 wurde das gesamte grafische Werk von Antoni Tàpies ausgestellt.

### Weltkunstbegriff bei Haftmann
Werner Haftmanns Idee der Weltkunst wurde durch die Kuratoren des Kasseler Kunstvereins aufgenommen. Zu sehen waren 1964 die Ausstellungen Polnische Kunst heute, 1965 Brasilanische Maler 1965, 1966 10 Amerikaner aus Paris, 1966 Schweizer Malerei und Plastik von 1945–1965 mit Beiträgen von Max Bill, Le Corbusier, Alberto Giacometti, Gottfried Honegger, Johannes Itten, Zoltán Kemény, Richard Paul Lohse und Bernhard Luginbühl. 1966 wurde die von Nora Platiel und Asher Ben-Natan eröffnete Ausstellung Grafiken und Zeichnungen israelitischer Künstler präsentiert.

### Die 1970er Jahre

#### Studio-Galerie
Eine Studio-Galerie erweiterte 1970 in den Kellerräumen der ehemaligen Avantgarde Galerie Ricke im Haus der Hessischen Brandversicherung das Ausstellungsprogramm. Man bespielte die Räume mit Werken von Allen Jones, Karl Fred Dahmen, Dieter Rudolph, Lothar Fischer, Axel Dick, Well Tafelmeier, Lienhard von Monkiewitsch, Friedel Deventer, Jan Peter Tripp, Klaus Staeck und Otto Dressler.
Kunststoffobjekte von Joachim Bandau und Holzfiguren von Edgar Augustin, Arbeiten von Kurt Kranz präsentierte der Kunstverein in seinen Räumen am Ständeplatz 1970, und 1971 Otto Ritschl. 1972 zeigte der Kunstverein Walter Pichler und Edgar Hofschen, 1973 Giuseppe Capogrossi und verfremdete Bücher von Hubertus Gojowczyk, 1974 Christian Ludwig Attersee und 1975 Serge Poliakoff und Kurt Haug. Multiples von Joseph Beuys wurden 1974 vorgestellt.

#### Arnold Bodes Widmungen
Arnold Bode feierte 1975 seinen 75. Geburtstag. Der Kunstverein bat Künstler der documenta Arnold Bode eine Arbeit zu widmen. Die Ausstellung mit Arbeiten von Arman, Joseph Beuys, Christo, Edward Kienholz, Henry Moore, Victor Vasarely war mit 3000 Besuchern eine der erfolgreichsten.
1976 präsentierte der Kunstverein Hermann Nitschs heftig diskutiertes Orgien-Mysterien-Theater und die Holzbriefe von Karl Schaper. Im gleichen Jahr wurden László Lakner, Harry Kramer und Albert Küppers ausgestellt. Es folgten 1977 Fotos von Sigmar Polke sowie Ausstellungen mit Floris Michael Neusüss und Adolf Buchleiter. Die traditionell enge Verbindung zwischen Kunsthochschule Kassel und Kunstverein Kassel wurde 1977 durch die Jubiläumsausstellung Hommage à Cassel anlässlich der 200-Jahr-Feier der Kunstakademie unterstrichen. 1978 wurden bei der Jahresausstellung Verschlüsse 400 Besucher der Eröffnung durch Vermauern des Eingangs von Harry Kramer und Helfern für eine halbe Stunde gefangen genommen. 1978 wurden dem Publikum Grafiken und Plastiken von Eduardo Paolozzi sowie Bildersegel von Barry McCallion vorgestellt.
1977 wurde während der documenta 6 die Ausstellung D-Realismus gegenübergestellt. Die zwölf Vertreter der realistischen Kunst waren Manfred Bluth, Hans-Jürgen Diehl, Harald Duwe, Heinrich Gillis Görtz, Johannes Grützke, Erich Kraemer, Peter Nagel, Wolfgang Petrick, Peter Sorge, Jan Peter Tripp, Klaus Vogelgesang und Jürgen Waller. 1979 wurden Jürgen Brodwolf und Maximilian Krips in Ausstellungen gezeigt. Von 1974 bis 1979 war Dieter Rudolph Vorsitzender des Kasseler Kunstvereins.

### Die 1980er Jahre
1980 gestaltete Jochen Gerz seine Kasseler Installation Nur eine einzige (geliebte) Rose und Peter Janssen, Rolf-Gunter Dienst, Stefen Koppelmann, Michael Buthe und Raimer Jochims zeigten ihre Arbeiten. Zudem wurde die Wanderausstellung Überleben und Widerstand vorgestellt. Jiří Kolář und Konrad Balder Schäuffelens Sprachspielobjekte wurden 1981 ebenso wie Arbeiten von Albert Schindehütte, Arno Waldschmidt, Pit Morell, E. R. Nele, Irene Peschik, Sepp Thiele, Dietrich Helms, Günther Neusel, Thijs van Kimmenáde präsentiert. Torso als Prinzip, kuratiert von Karl Oskar Blase, war 1982 die letzte Parallelausstellung zu einer documenta. 1982 wurden Jan Lenica und Wilhelm Schlote gezeigt.
Heiner Georgsdorf wurde 1983 zum Vorsitzenden des Kunstvereins gewählt. Die Wahl wurde von einer studentischen Fraktion, die sich für eine Subkultur einsetzte, angefochten. 1984 wurde Heiner Georgsdorf im Amt bestätigt. Auf Anregung des Kunstvereins fand die Verleihung des Arnold-Bode-Preises 1983 an Gerhard Merz erstmals in Verbindung mit einer Ausstellung im Kunstverein statt. 1985 wurde mit der Ausstellung Fünf Maler in Kassel mit Kurt Bunge, Bernhard Delsing, Felix Koller, Walter Nikusch und Ludwig Uloth lokale Künstler gewürdigt. Es folgten Einzelausstellungen von Horst Brunsiek, Elvira Bach sowie die Gruppenausstellung La petite parade mit internationalen Künstlern wie Josef Albers, Horst Antes, Julius Bissier, Christo, Jim Dine, Lucio Fontana, Sam Francis, Konrad Klapheck, Yves Klein, Willem de Kooning, Roy Lichtenstein, Kenneth Noland, Claes Oldenburg, A.R. Penck, Otto Piene, Sigmar Polke, Jackson Pollock, Robert Rauschenberg, Mark Rothko, Frank Stella, Günther Uecker, Victor Vasarely, Andy Warhol, Tom Wesselmann, Wols u. a.
Mit der Ausstellung Arte Povera - 10 Italiener im Kasseler Kunstverein wurden u. a. Alighiero Boetti, Jannis Kounellis, Mario Merz, Giulio Paolini, Giuseppe Penone und Michelangelo Pistoletto vorgestellt. 1986 folgten Ausstellungen von Bruce McLean, Luciano Castelli, Stephan Balkenhol mit Ludger Gerdes und Eckhard Karnauke. 1987 wurden Dieter Rudolph, Hartmut Böhm, Katharina Sieverding, Hans Poelzig und Felix Droese und 1988 die Doppelausstellung von Guillaume Bijl und Kazuo Katase, anschließend Holger Bunk, Rob Scholte und Karl Döbel gezeigt. 1989 präsentierte der Kasseler Kunstverein Helmut Middendorf, Heiner Blum, Hans Hillmann und Ferdinand Büttgen. 1996 schied Heiner Georgsdorf als Vorsitzender des Kasseler Kunstvereins aus.

### Die 1990er Jahre – Umzug ins Museum Fridericianum
1990 wurde Hilmar Liptow, Urs Lüthi, Alf Schuler und die erste Ausstellung Ilya Kabakows in Deutschland am Ständeplatz gezeigt. Joseph Delleg, Joe Jones, Wolfgang Hainke, Ika Hubs und Thomas Schütte folgten 1991. 1992 Peter Ackermann, Donald Judd und Gunter Demnig. Der Kunstverein zog 1993 ins Museum Fridericianum um, und es stehen dem Kunstverein nunmehr 500 m² Ausstellungsfläche zur Verfügung.
Das neue Domizil wurde 1993 mit einer Ausstellung von Stephan Runge eröffnet. Es folgten 1994 Norbert Radermacher, Ay-O, Olaf Metzel, 1995 Max Neuhaus und 1996 Markus Oehlen, Kurt Bunge, Tony Oursler 1997 Douglas Kolk, Kazuo Katase und 1998 Daniel Spoerri, Anton Henning, Marlene Dumas und Rotraut Pape. Mit den Beiträgen von Franz Ackermann 1999 endete das Ausstellungsjahrzehnt.

## Das 21. Jahrhundert
Das 21. Jahrhundert begann 2000 mit einer Ausstellung der Künstlergruppe Ostkreuz, Aernout Mik, der Arnold-Bode-Preisträgerin Penny Yassour, 2001 Peter Frisch, 2002 Jürgen O. Olbrich, Benjamin Patterson und 2003 mit dem Kasseler Fotografen Dieter Schwerdtle und der Arnold-Bode-Preisträgerin Maria Eichhorn. Von 1996 bis 2013 war Bernhard Balkenhol Vorsitzender des KasselerKunstVereins.
Von 2013 bis 2019 war Joel Baumann, Rektor der Kunsthochschule Kassel, Vorsitzender des Kunstvereins. 2019 wurde er von Jero van Nieuwkoop abgelöst.